# المسجد الأزرق (مزار شريف)
المسجد الأزرق، هو مسجد يقع في مدينة مزار شريف في أفغانستان.

## التاريخ
المسجد قديم العهد أثري البنيان، وبحسب التراث الأفغاني فيهِ مرقد علي بن أبي طالب، والدراسات التاريخية تؤكد أن صاحب المرقد هو علي بن أبي طالب البلخي "نقيب العلويين في بلخ في عصره، ولقد قررت سلالة السلاجقة متمثلة بالسلطان سنجر السلجوقي إعادة بناء المسجد الأزرق لأول مرة في نفس موقعه، وذلك إكراما لمكانة علي بن أبي طالب البلخي سفير الدولة السلجوقية ورجلها، ثم دمر المسجد على يد جنكيز خان في غزوه للمنطقة في حوالي عام 1220م، وقد أعيد بناؤه في القرن الخامس عشر من قبل السلطان حسين ميرزا بيغراه.

## البناء
وضعت خطة لإعادة بناء الموقع محرزة في عام 1910، وقد تبين أنه كان هناك في وقت سابق منطقة مسورة أصغر في المسجد الذي دمر وكان يحيط بهِ الحدائق في ذلك الوقت، وعلى الرغم من أن البوابات لهذه المنطقة لا تزال بحالة جيدة وهي كبوابات الأضرحة، ثم أضيفت للمسجد مقابر ذات أبعاد متفاوتة لعدد من الزعماء السياسيين والدينيين الأفغان على مر السنين، الأمر الذي أدى إلى تطوير أبعاد جديدة للمسجد وللأضرحة، وتشمل هذه المقبرة مربع قبة الأمير دوست محمد ووزير أكبر خان والأمير شير علي وعائلته.

## الصور

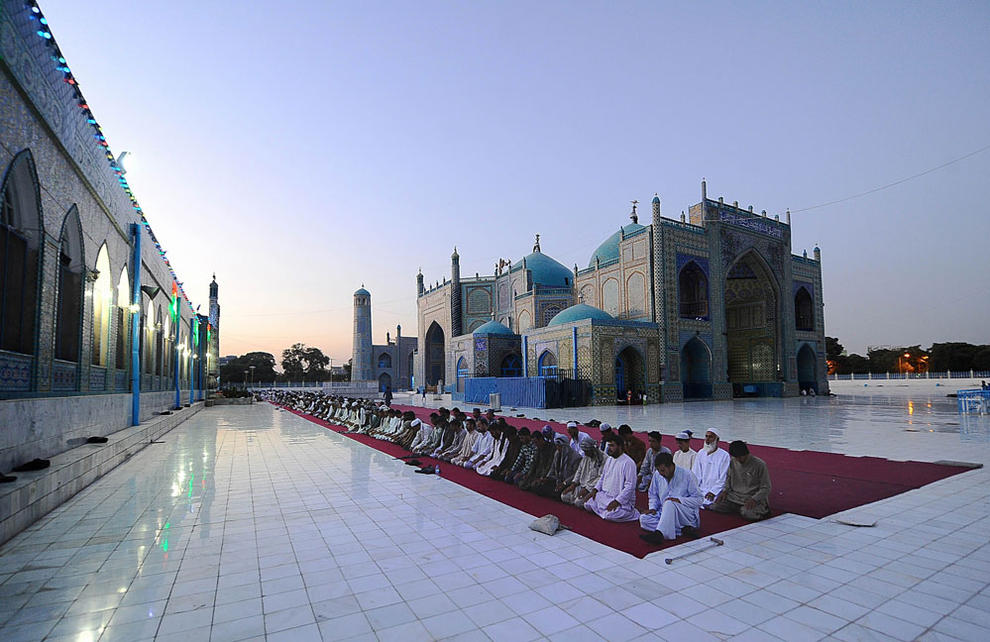
مجموعة من المسلمين يصلون في ساحة الجامع
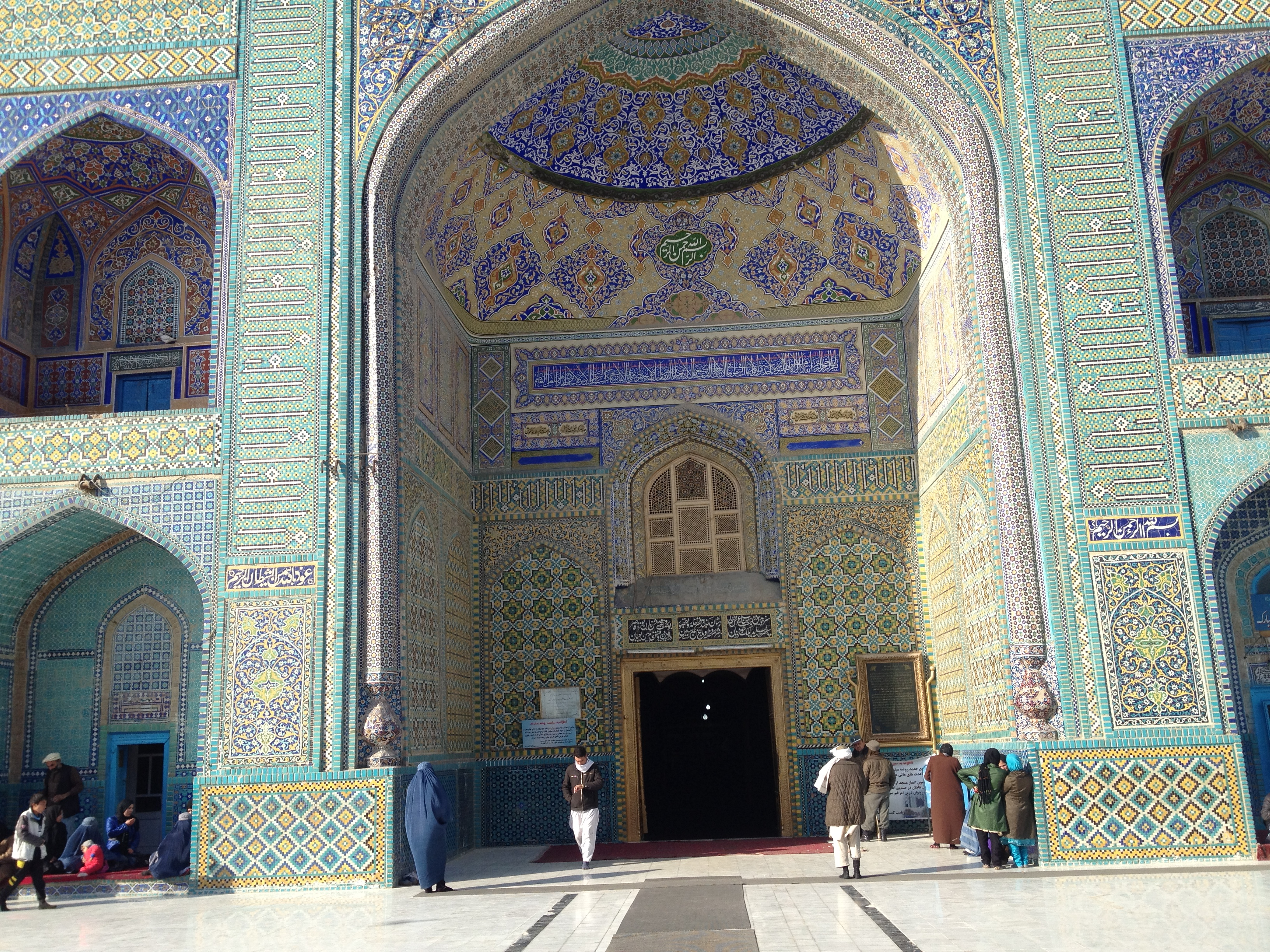
الزخارف والهندسة الاسلامية في واجهة الجامع
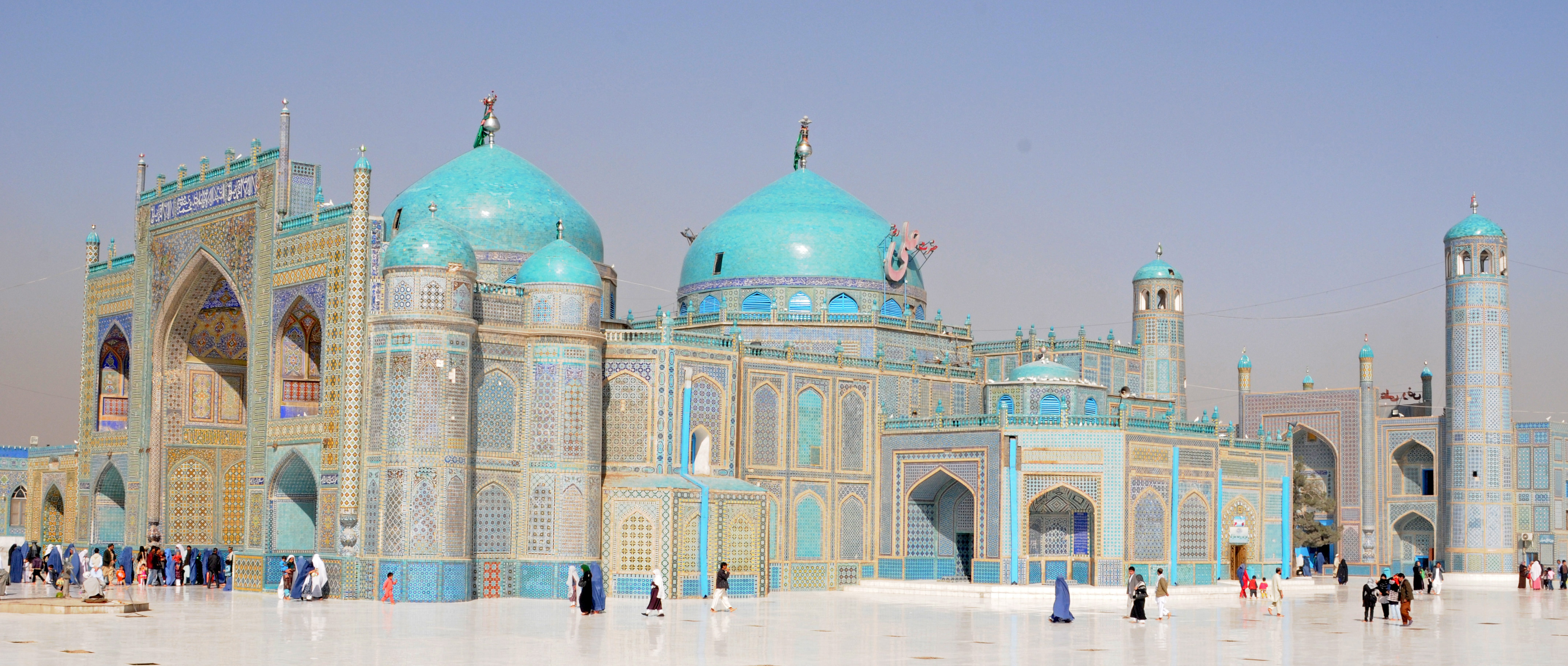
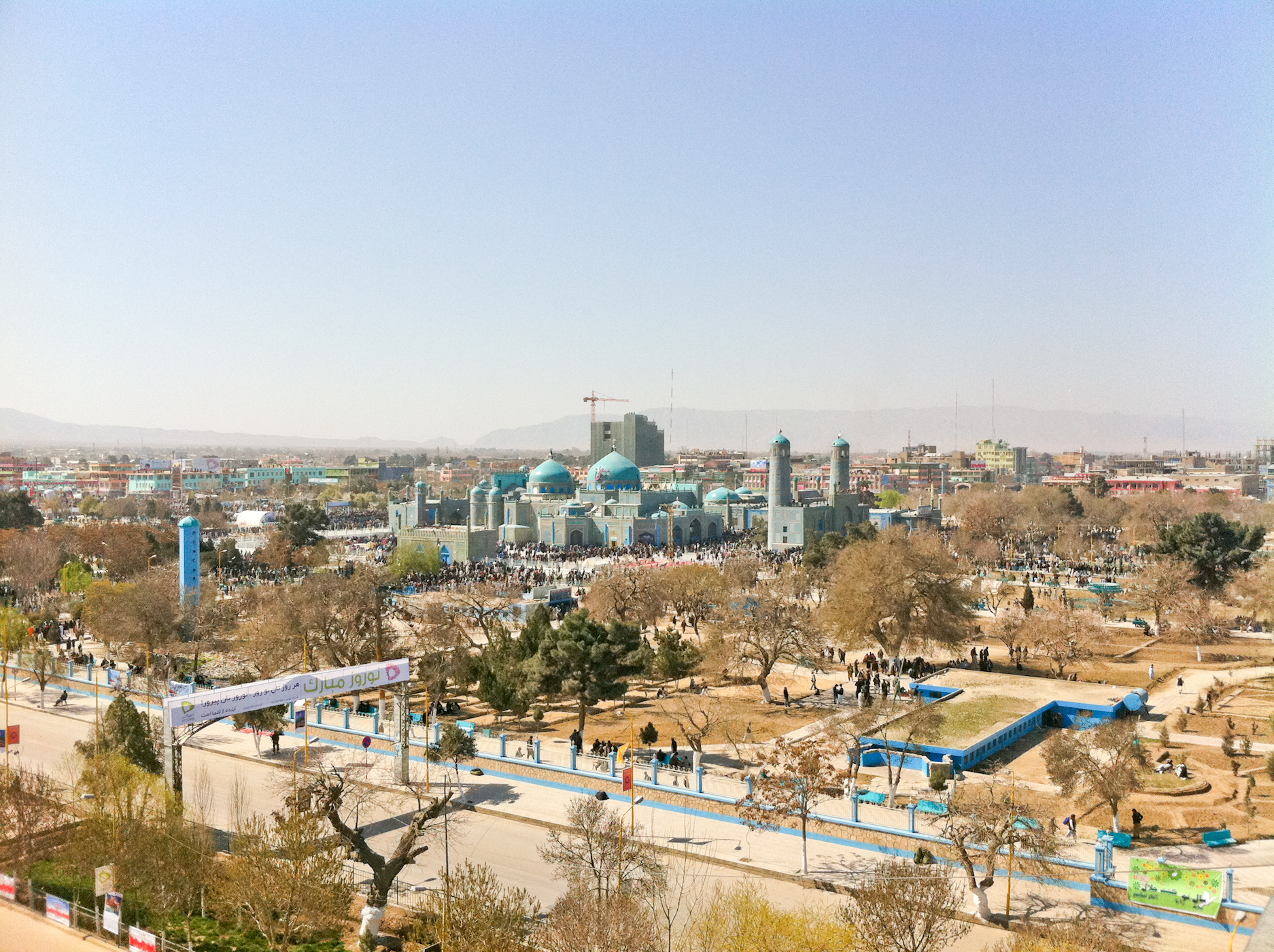
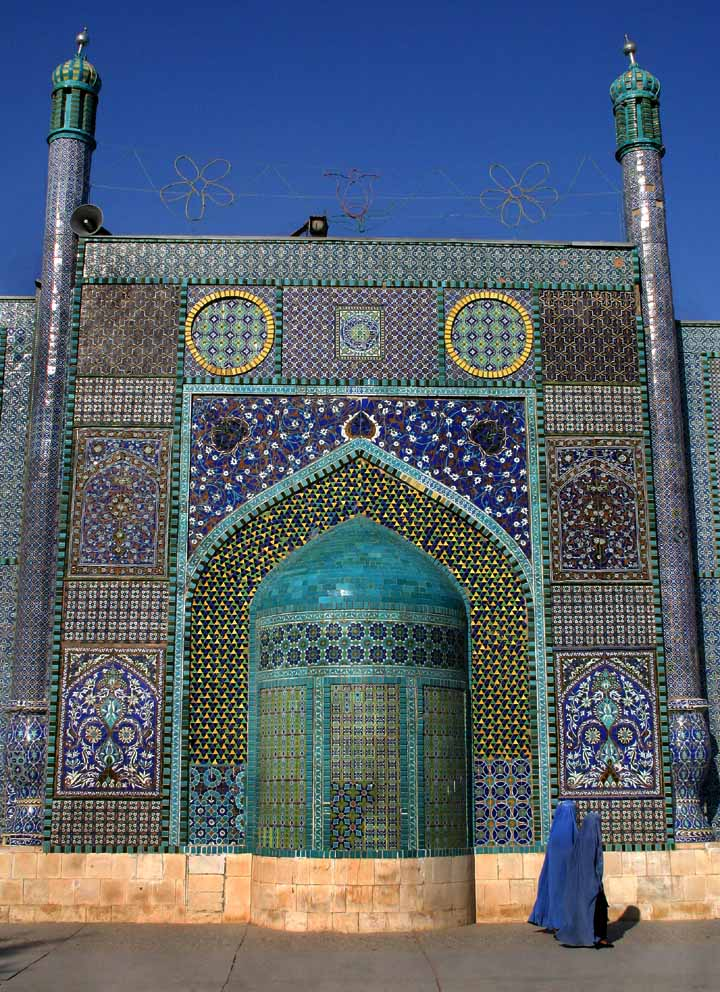